# Umatilla (Floride)
Pour les articles homonymes, voir Umatilla.

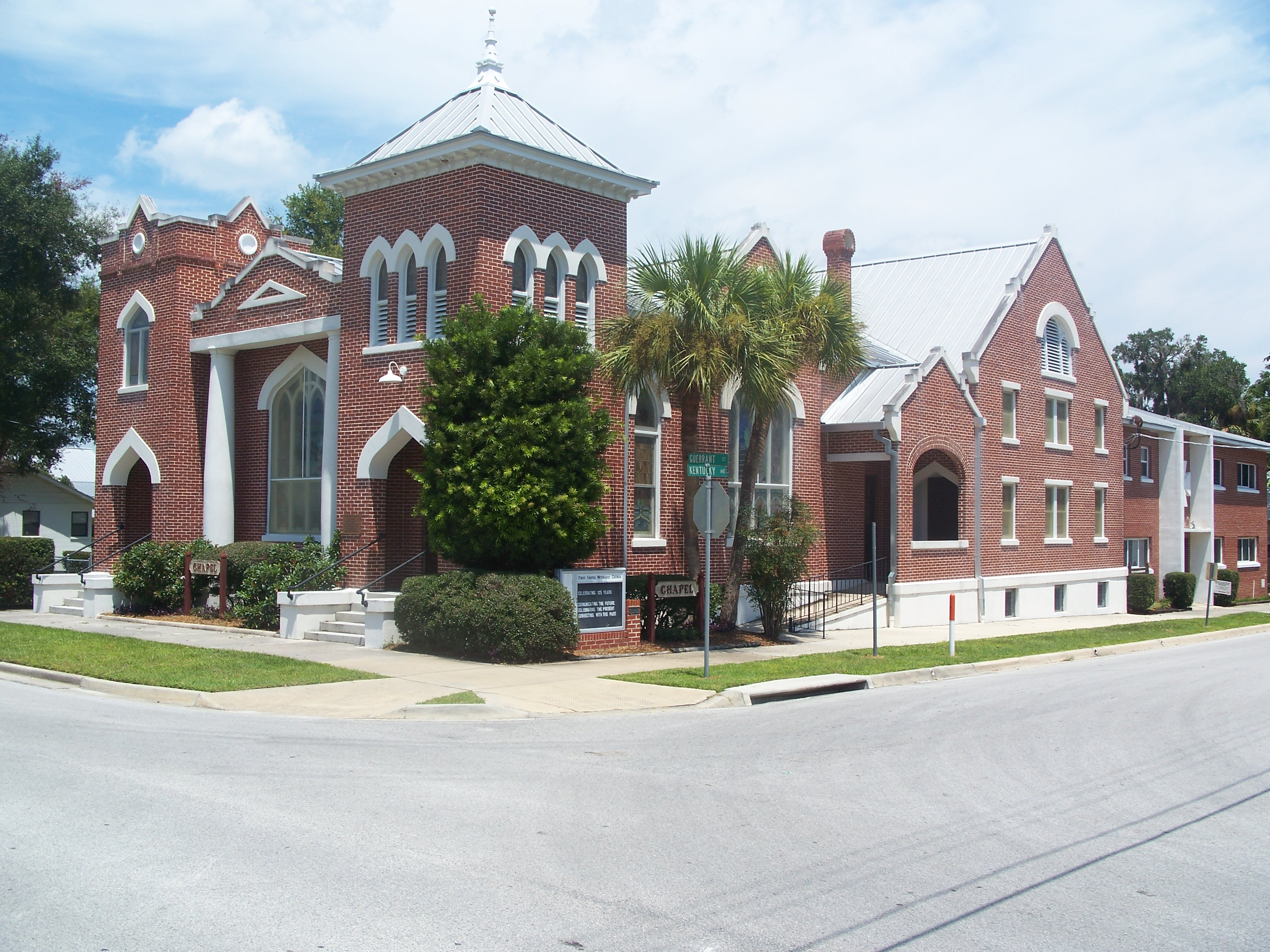
L’église méthodiste épiscopale d’Umatilla

La ville d’Umatilla est située dans le comté de Lake, dans l’État de Floride, aux États-Unis.

## Histoire
Umatilla fut fondée en 1856 par Nathan J. Trowell. Il a choisi de lui donner le nom d’une ville qui se trouve dans l’Oregon – voir Umatilla (Oregon).
La première école est construite en 1874. Le chemin de fer atteint Umatilla en 1880. À l’époque, Umatilla vit de l’agriculture et de ses orangers et citronniers. Mais ceux-ci sont décimés par le gel en 1895.
La ville est incorporée le 8 novembre 1904. De nos jours, Umatilla vit du commerce, de la banque et des services. La proximité de la forêt nationale d’Ocala attire de nombreux touristes.

## Démographie
| 1910 | 1920 | 1930 | 1940  | 1950  | 1960  |
| ---- | ---- | ---- | ----- | ----- | ----- |
| 283  | 640  | 907  | 1 149 | 1 312 | 1 717 |

| 1970  | 1980  | 1990  | 2000  | 2010  | - |
| ----- | ----- | ----- | ----- | ----- | - |
| 1 600 | 1 872 | 2 350 | 2 214 | 3 456 | - |

Sa population était de 2 214 habitants lors du recensement de 2000. Pour 2004, ce chiffre a été estimé à 2 502.

## Source
- (en) Cet article est partiellement ou en totalité issu de l’article de Wikipédia en anglais intitulé « Umatilla, Florida » (voir la liste des auteurs).